# Ivanóczy Mátyás
Ivanóczy Mátyás (Ivanócz, 1781. február 2. k. – 1834. április 18.) római katolikus pap, az apátistvánfalvai Harding Szent István templom ötödik papja Küzmics György után.
Szülei Ivanóczy Kodila Mihály és Kodila Katalin voltak, kisnemesek és szlovén nemzetiségűek. Öccse Pál (1795-1841) szintén papi pályára lépett. Családjuk kisnemesi származású és Ivanócz a névadójuk (ma Alsószentbenedek, szlovénül Ivanovci).

1804-ben szentelték fel és Bántornyára (ma Turnišče, Szlovénia) nevezték ki káplánná, ahol négy évig, után két évig Belatincon élt. 1810-ben lett Apátistvánfalván pap, s élete további huszonnégy évét ott töltötte.

## Külső hivatkozás
- Vasi digitális könyvtár – Vasi egyházmegye